# Valle de Trápaga-Trapagaran
Valle de Trápaga-Trapagaran és un municipi de la província de Biscaia, País Basc, pertanyent a la comarca de Gran Bilbao. Les seves principals activitats econòmiques són les fàbriques de mobles, l'acer i la indústria química. Històricament pertanyia a la comarca de les Encartaciones, encara que en l'actualitat queda englobat dintre del Gran Bilbao. Durant una època va formar part dels Tres Concejos de la Vall de Somorrostro, que ho conformaven el Concejo de Sestao, el Concejo de Santurtzi (avui municipis d'Ortuella i de Santurtzi) i Trapagaran.
Fins a 1983 el municipi es va denominar San Salvador del Valle, nom pel qual també és conegut. El poble està dividit en dues parts bé diferenciades: 
- Zona Baixa: en aquesta zona resideix la capitalitat del municipi, tota l'activitat industrial i la gran part de la població (Entorn del 90%).
- Zona Alta: formada per tres barris (La Arboleda, La Reineta i Barrio Nuevo) i situada en les Forestes de Triano. D'aquesta zona s'ha extret mineral de ferro des dels romans fins a mitjans del segle xx. Actualment ha quedat com lloc d'esplai molt freqüentat pels habitants de tot el Marge Esquerre.

## Personatges il·lustres
- Luis de Castresana (1925-1986): escriptor.
- Xabier Eskurza García (1970): futbolista.
- Alfredo Irusta Sampedro (1968): ciclista
- Santiago Portillo (1963): ciclista
- Eusebio González Ortuondo "Hierro": ciclista
- David López: ciclista professional.